# Ali ibn Azzun
Alí ibn Azzun fou un efímer rei (emir) de Ronda vers 1145-1147, fill d'Azzun ibn Ghalbun i segurament supeditat al seu germà Abu l-Ghamr ibn Azzun de Xerès. Només agafar el poder, tal com havia fet el seu germà, es va sotmetre als almohades i va esdevenir de fet un simple governador local.
Fou lleial als almohades i va ocupar diversos càrrecs importants a la cort igual que alguns altres membres de la família.